# Греки в Чехии
Греки в Чехии (чеш. Řecká menšina v Česku, греч. Έλληνες στην Τσεχία) составляют небольшую часть населения — по данным 2008 года, в Чехии проживало 3500 человек, относивших себя к грекам. Основная часть представителей греческой общины проживает в Праге, Чешской Силезии и Северной Моравии. Греческая община отсчитывает свою историю с 1940-х годов, когда от последствий гражданской войны из Греции в страны социалистического лагеря бежали многие греческие граждане (в основном жители Греческой Македонии). Около 12 тысяч из них осели в тех районах Чехословакии, где раньше жили фольксдойче.

## История миграции
Греческие беженцы-сторонники коммунизма начали прибывать в Чехословакию в 1946—1949 годах, спасаясь от последствий гражданской войны на исторической родине. Руководство Коммунистической партии Греции находилось на тот момент в изгнании в Бухаресте. Изначально власти ожидали, что беженцы вернутся в Грецию, однако дальнейшее развитие политической ситуации показало, что многие из них намерены остаться в Чехословакии. Значительная часть получила гражданство ЧССР и смешалась с местным населением — чехами или немногими судетскими немцами. В большинстве случаев греки заняли брошенные судетскими немцами дома в Брно, Остраве, Опаве или Крнове на Юге Силезии, где были достаточно плодородные земли. Около 5200 мигрантов составляли дети. В числе мигрантов были также понтийские греки, кавказские греки, славяномакедонцы, арумыны, евреи-сефарды, турецкоговорящие греки и даже урумы.
В 1975 году после свержения режима чёрных полковников тысячи молодых греков-уроженцев Чехословакии уехали на историческую родину, представители старшего поколения последовали за ними после заключения соглашения между ЧССР и Грецией. К 1991 году в Чехословакии оставалось всего 3443 грека (из них всего 65 в Словакии). Тем не менее, вернувшиеся на историческую родину греки сохраняют гражданство Чехии или Словакии, а также поддерживают контакты с чехами и словаками.

## Язык
Македонские греки и славяне-македонцы общались в Чехословакии сначала на греческом языке как лингва франка, однако греческие дети, жившие в приютах и детских домах, владели сразу несколькими языками. Позже многие представители греческой общины стали переходить на чешский язык, иногда даже забывая свой родной; некоторые из греков владели немецким языком благодаря проживанию на границе с ГДР или в составе семей судетских немцев; также значительная часть владела русским языком как вторым иностранным — не только те, кто изучал его в школах ЧССР, но и кавказские греки, хорошо знавшие русский. Для общения с понтийскими и кавказскими греками македонские греки переходили на стандартный язык, общепринятый в Греции, а не на свой диалект. Слабое владение греческим языком выявлялось среди греков, родившихся в 1980-е годы в ЧССР, в отличие от тех, кто вернулся в середине 1970-х годов в Грецию. Тем не менее, неоспорим тот факт, что этнические греки ЧССР знали несколько языков.